# Kim Min-jae (haltérophilie)
Pour les articles homonymes, voir Kim Min-jae.
Kim Min-jae, né le 13 octobre 1983, est un haltérophile sud-coréen.

## Biographie
Il représente la Corée du Sud aux Jeux olympiques d'été de 2012. Il termine initialement huitième aux Jeux olympiques de Londres de 2012, mais de nouveaux tests sur des échantillons d'athlètes des Jeux olympiques de 2012 ont révélé que six des sept meilleurs athlètes avaient été disqualifiés après avoir été contrôlés positifs à la présence de drogues améliorant les performances. Kim Min-Jae devient donc médaillée d'argent dans la catégorie des moins 94 kg en haltérophilie.